# Hina Jilani

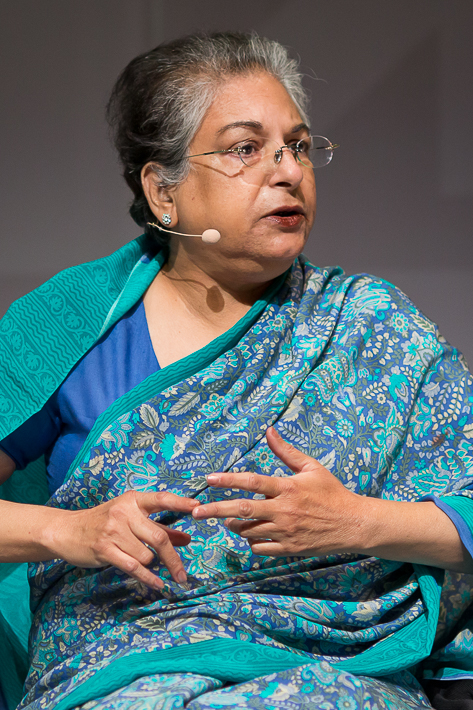
Hina Jilani (2016)

Hina Jilani (* 19. Dezember 1953 in Lahore, Pakistan) ist eine Anwältin und Menschenrechtsaktivistin. Gemeinsam mit ihrer Schwester Asma Jahangir gründete sie 1980 Pakistans erste Anwaltskanzlei für Frauenrechte, AGHS Legal Aid Cell (ALAC) in Lahore. Weiterhin ist sie Mitbegründerin der Kommission für Menschenrechte in Pakistan.
Kofi Annan berief sie zur Sonderbeauftragten des Generalsekretärs der Vereinten Nationen für die Lage von Menschenrechtlern. Ihre richtungsweisende Arbeit wird von Nichtregierungsorganisationen noch heute als solider Grundstein für das Mandat anerkannt.
Im Jahr 2006 war sie Teil der internationalen Kommission der UN zur Lage in Darfur. Im Jahr 2009 war sie Mitglied der UN-Untersuchungskommission für den Gaza-Konflikt (siehe auch: Goldstone-Bericht).
Sie war außerdem Schirmherrin der Internationalen Studentenwoche in Ilmenau 2009.
Seit 2012 gehört sie der Jury des Internationalen Nürnberger Menschenrechtspreises an.
Hina Jilani ist seit 2013 Mitglied des Zusammenschlusses von herausragenden ehemaligen Staatsmännern und -frauen, Friedensaktivisten, Menschenrechtlern sowie prominenten Intellektuellen The Elders, der 2007 von Nelson Mandela auf Initiative von Peter Gabriel und Richard Branson gegründet wurde. Ziel der Gruppe ist es, die Erfahrung, die Beziehungen und den öffentlichen Einfluss der Mitglieder zur Lösung globaler Probleme einzusetzen.